# Андре Мишлен
Вижте пояснителната страница за други личности с името Мишлен.
Андре Мишлен (на френски: André Michelin) е френски индустриалец, предприемач. През 1888 г., заедно с брат си Едуар, основават фирмата Мишлен, която e един от най-големите производители на гуми в света.